# 郭明亮
郭明亮，中华人民共和国政治人物、全国脱贫攻坚先进个人。

## 生平
郭明亮任生前为松原市宁江区大洼镇东六家子村党支部书记，松原市宁江区纪委监委信息中心科员。因在脱贫攻坚战中作出突出贡献，2021年2月25日全国脱贫攻坚总结表彰大会上，郭明亮被授予“全国脱贫攻坚先进个人”。